# William O. Burgin
William Olin Burgin (* 28. Juli 1877 nahe Marion, McDowell County, North Carolina; † 11. April 1946 in Washington, D.C.) war ein US-amerikanischer Politiker.
Burgin wurde 1877 auf einer Farm nahe der Stadt Marion geboren. Die Familie zog später nach Rutherfordton. Burgin besuchte die Law School der University of North Carolina in Chapel Hill. Er war 1893 als Angestellter in einer Gemischtwarenhandlung in Rutherfordton tätig und arbeitete später als Handlungsreisender und Kaufmann. Burgin zog nach Thomasville, wo er wieder geschäftlich tätig wurde. Von 1906 bis 1910 übte er das Amt des Bürgermeisters der Stadt aus. 1931 gehörte er dem Repräsentantenhaus von North Carolina an; 1933 saß er im Staatssenat.
Burgin wurde als Demokrat in den Kongress gewählt und vertrat dort von 3. Januar 1939 bis zu seinem Tod seinen Heimatbundesstaat im US-Repräsentantenhaus. Er wurde auf dem Lexington Cemetery in Lexington, wohin er nach seiner Amtszeit als Bürgermeister von Thomasville gezogen war, beigesetzt.